# Jean-Philippe Rameau
Jean-Philippe Rameau (født 25. september 1683, død 12. september 1764) var en fransk komponist og musikteoretiker.
Han er især kendt for 65 stykker for cembalo, suiter, operaer, balletter, kantater og kammermusik.
Han komponerede sin første opera som halvtredsårig i 1733. På det tidspunkt var han bedst kendt som musikteoretiker. I dag er hans cembaloværker en del af standardlitteraturen for cembalo, og hans operaer opføres hyppigt.
Hans største succes var "Les Indes Galantes", en opera med ballet i den franske tradition: Hver akt foregår i en ny del af verden. Værket indledes med en prolog højt over skyerne. Den skildrer både en voldsom storm, et jordskælv, et vulkanudbrud, en persisk blomsterfest og er ikke ukritisk overfor den europæiske kolonisering af den nye verden. Hele handlingen er indrammet af striden imellem Amor (Kærlighed) og Bellone (Krig), et centralt tema i alle Rameaus sceneværker, og prologen afsluttes med Hébes ord til Amor:

"For at erstatte de hjerter som Bellone har frarøvet dig, 

Søn af Venus! lad flyve dine de sikreste pile;

Ledsag fornøjelserne og glæderne til fjerne klimaer,

Når Europa forlader dem!"

Personerne er europæiske søfarere, en generøs tyrker, en inka-prinsesse og hendes barbariske formynder, en heroisk spansk soldat, en persisk fyrste klædt ud som kvinde, en persisk slavinde der i virkeligheden er prinsesse, samt en indiansk høvdingedatter der ombejles af to europæiske kolonister, men til sidst vælger en mand af sit eget folk og lovpriser kærlighedens frie natur. Operaen opførtes mere end 150 gange i hans levetid .

## Kammermusik
Pièces de clavecin en concert (1741): fem koncerter for koncerterende cembalo med mulig ledsagelse af violin, fløjte eller gambe. (I modsætning til J.S. Bach's "Sei Sonate à Cembalo certato è Violi Solo" (Cöthen, 1720), hvor alle tre stemmer er ligeværdige).

## Operaer
(mindst tre er gået tabt)
- Hippolyte et Aricie (1733)
- Les Indes Galantes (1735)
- Castor et Pollux (1737, rev. 1754)
- Dardanus (1739)
- Platée (1745)
- Naïs (1749)
- Les Boreades (1764)
- Hippolyte et Aricie (1733)
- Castor et Pollux (1737)
- Les fêtes d'Hébé (1739)
- La princesse de Navarre (1745)
- Platée (1745)
- Les fêtes de Polymnie (1745)
- Le temple de la Gloire (1745)
- Les fêtes de Ramire (1745)
- Les fêtes de l'Hymen et de l'Amour (1747)
- Zaïs (1748)
- Les surprises de l'Amour (1748)
- Pigmalion (1748)
- Zoroastre (1749)
- La guirlande (1751)
- Acante et Céphise (1751)
- Daphnis et Eglé (1753)
- Les sibarites (1753)
- La naissance d'Osiris (1754)
- Anacréon (1754) Anacréon (anden version 1757)
- Les Paladins (1760)
- Les Boréades (førsteopført 1963(!))
- Nélée et Myrthis (år ?)
- Zéphire (år ?)
- Io (aldrig færdiggjort)